# کشتار نهنگ‌های جزایر فارو

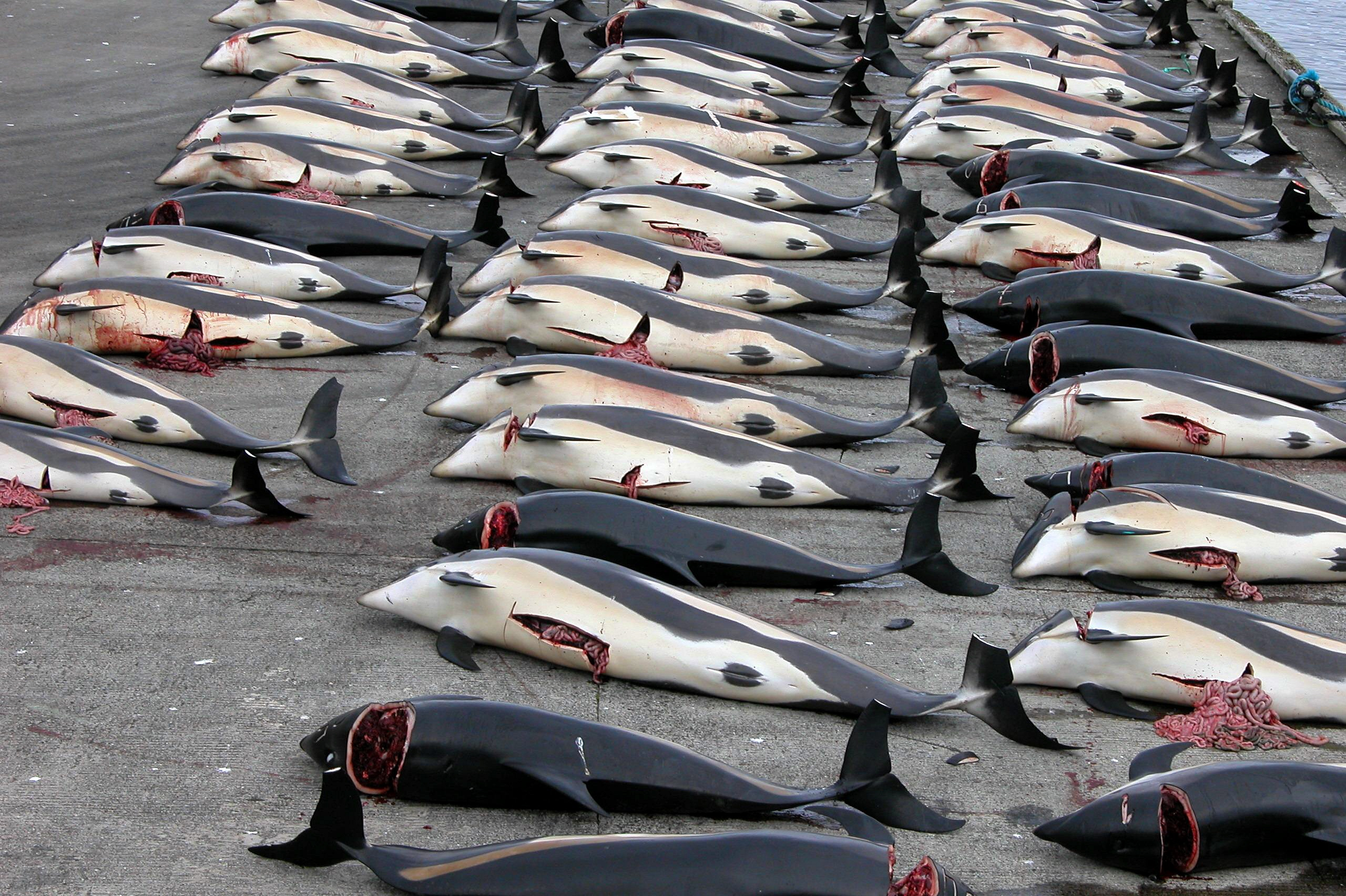
دلفینهای پهلوسفید کشته‌شده در جزایر فارو

صید نهنگ در جزایر فارو یک روش شکار  سنتی و قدیمی اسکاندیناوی به روش راندن گله‌ای صید شامل گونه‌های مختلف نهنگ‌ها و دلفین‌هاست.

## گونه‌ها و جمعیت‌های شکارشده
اما عمدتاً نهنگ‌های خلبان، در خلیج‌های کم عمق ساحل نشین شده و سپس کشته و قصابی می‌شوند. هر سال به‌طور متوسط حدود ۷۰۰ نهنگ خلبان باله‌بلند و چند صد دلفین پهلوسفید اقیانوس اطلس در تابستان صید می‌شوند.
به‌طوری‌که برآورد می‌شود در ۳۰ سال گذشته، شش میلیون دلفین به این شیوه قتل‌عام شده‌اند. در سال ۱۹۹۳ برآورد شد که در مجموع ۷۸۰ هزار نهنگ خلبان باله‌کوتاه و باله‌بلند در اقیانوس اطلس شمالی وجود دارد. این مطالعه هر دو را ترکیب کرد زیرا تشخیص آنها در دریا دشوار است. کمیسیون پستانداران دریایی اقیانوس اطلس شمالی اشاره کرده‌است که اطلاعات فعلی کمی در مورد فراوانی نهنگ‌های خلبان در اقیانوس اطلس شمالی وجود دارد. انجمن ACS برآورد کرد که ممکن است یک میلیون نهنگ خلبان باله‌بلند و ۲۰۰ هزار باله‌کوتاه وجود داشته باشد.

## فارو
فارو نام جزایر هجده‌گانه‌ای است در شمال اروپا و منطقه اسکاندیناوی، بین دریای نروژ و اقیانوس اطلس شمالی، تقریباً در فاصله‌ای مساوی از ایسلند و نروژ قرار دارد.

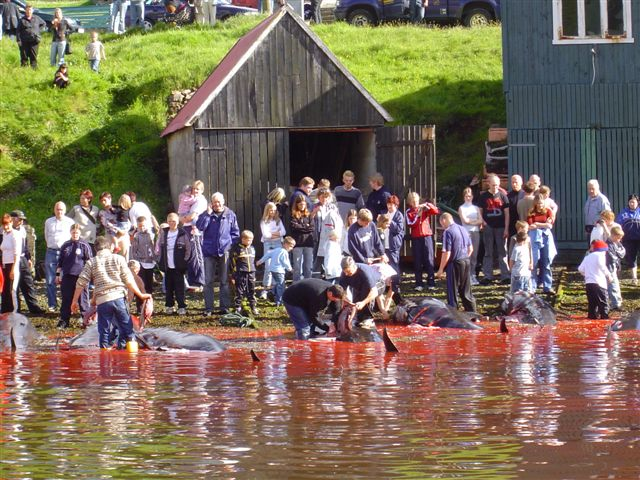
بر اساس سنت‌ها مردان جزایر فارو باید برای کشتن دلفین‌ها به ساحل جزیره بروند

مردم فارو، این سنت را یکی از مهمترین سنت‌های تاریخی خود می‌دانند.

## انتقادها
منتقدان و کارشناسان حقوقی همچنین جزایر فارو را به نقض معاهده‌هایی مانند کنوانسیون تجارت بین‌المللی گونه‌های جانوران و گیاهان وحشی (CITES) و کنوانسیون برن متهم می‌کنند که دانمارک آن‌ها را پذیرفته‌است. دولت دانمارک نیز از تصویب مهلت قانونی کمیسیون بین‌المللی صید نهنگ (IWC) عقب‌نشینی کرد و از تصویب آن خودداری کرده‌است. در سطح بین‌المللی، گروه‌های حقوق جانوران با اعتراض‌ها، تحریم‌ها و مداخله مستقیم گاه به گاه این شکار را هدف قرار می‌دهند.

## آسیب ناشی از رژیم غذایی
مطالعات در اواخر دهه ۱۹۸۰ و ۱۹۹۰ سطوح بالایی از آلاینده‌های اقیانوسی مانند متیل جیوه و بی‌فنیل پلی‌کلر شده را در رژیم غذایی فاروئی‌ها نشان داد و هشدار را در مورد تأثیر احتمالی در کودکان خردسال به صدا درآورد. 
در اوت سال ۲۰۰۸، گزارش سازمان بهداشت جهانی اشاره کرد، جمعیت در معرض متیل جیوه جزیره فارو، عمدتاً از گوشت آلوده نهنگ خلبان تغذیه داشتند که دارای سطوح بسیار بالایی در حدود ۲ میلی‌گرم در کیلوگرم می‌باشد. وی خاطرنشان کرد که یک مطالعه ۱۰ ساله توسط فیلیپ گراندژان (Philippe Grandjean) دانشمند دانمارکی و فیلیپ لاندریگان (Philip John Landrigan) با نمونه‌هایی متشکل از حدود ۹۰۰ کودک فاروئی انجام شده نشان داد که قرار گرفتن در معرض متیل جیوه پیش از تولد منجر به نقص عصبی روان‌شناختی در سن ۷ سالگی شده‌است و تأخیر رشد به‌طور قابل توجهی مرتبط با با قرار گرفتن در معرض متیل جیوه است